# اینگ جانسن
اینگ جانسن (انگلیسی: Inge Janssen؛ زادهٔ ۲۰ آوریل ۱۹۸۹) ورزشکار روئینگ اهل پادشاهی هلند است.
وی در مسابقات کشوری و بین‌المللی در مجموع برندهٔ ۱ مدال طلا، ۴ مدال نقره، ۴ مدال برنز شده‌است.